# Governo Ratas I
Il Governo Ratas I (Jüri Ratase esimene valitsus in lingua estone) è stato il primo governo dell'Estonia presieduto dal centrista Jüri Ratas. È entrato in carica il 23 novembre 2016 a seguito della sfiducia del Riigikogu al governo Rõivas II votata il 9 novembre, determinata dallo sgretolamento della coalizione che lo ha sostenuto durante il primo anno della tredicesima legislatura del Parlamento estone. Il 29 aprile 2019 ha lasciato il posto al secondo governo presieduto dallo stesso Ratas, sostenuto da una nuova coalizione formatasi a seguito delle elezioni parlamentari di quell'anno.
Si tratta del 49º governo della Repubblica dell'Estonia, dalla sua dichiarazione di indipendenza, avvenuta nel 1918.
La sede del Governo dell'Estonia è Casa Stenbock, palazzo sulla collina di Toompea.

## Coalizione
La coalizione di governo è formata da un partito centrista (il Partito di Centro Estone), un partito di centro-sinistra (il Partito Socialdemocratico) e un partito conservatore (Unione Patria e Res Publica) che uniti dispongono della maggioranza di 56 deputati su 101 al Riigikogu.
A seguito delle divergenze su molte questioni di governo e soprattutto sulla gestione delle riforme economiche, la coalizione del precedente governo Rõivas II si è sgretolata nei primi giorni di novembre 2016, giungendo al voto di sfiducia al primo ministro Taavi Rõivas il 9 novembre, con 63 favorevoli, 28 contrari e 10 astenuti. Grazie all'accordo raggiunto dai tre partiti della nuova coalizione, il 20 novembre 2016 Jüri Ratas è stato incaricato dalla presidente Kersti Kaljulaid come nuovo primo ministro dell'Estonia. Dopo aver ricevuto l'approvazione del Riigikogu il 21 novembre con 53 voti a favore, 33 contrari e 7 astenuti, Ratas ha presentato il suo nuovo governo alla presidente Kaljulaid nel pomeriggio del 22 novembre e ha ottenuto la fiducia del parlamento il giorno successivo, entrando così in carica. Il passaggio di consegne col primo ministro uscente è avvenuto nel pomeriggio dello stesso giorno a Casa Stenbock, mentre il giorno seguente si è tenuta la prima riunione del nuovo esecutivo.
La composizione ministeriale, che comprende quattro donne e undici uomini, è stata annunciata tra il 19 e il 21 novembre.

## Situazione parlamentare
| Camera    | Collocazione | Partiti                     | Seggi    |
| --------- | ------------ | --------------------------- | -------- |
| Riigikogu | Maggioranza  | EK (26), PSD (15), IRL (14) | 55 / 101 |
| Riigikogu | Opposizione  | ER (30), PLE (8), EKRE (7)  | 45 / 101 |

## Composizione
| Funzioni                                                         | Titolare | Titolare           | Partito |
| ---------------------------------------------------------------- | -------- | ------------------ | ------- |
| Primo Ministro - Peaminister                                     |          | Jüri Ratas         | EK      |
| Ministro degli Esteri                                            |          | Sven Mikser        | PSD     |
| Ministro dell'Interno                                            |          | Andres Anvelt      | PSD     |
| Ministro delle Finanze                                           |          | Sven Sester        | IRL     |
| Ministro della Pubblica Amministrazione                          |          | Mihhail Korb       | EK      |
| Ministro della Giustizia                                         |          | Urmas Reinsalu     | IRL     |
| Ministro della Difesa                                            |          | Margus Tsahkna     | IRL     |
| Ministro degli Affari Economici e delle Infrastrutture           |          | Kadri Simson       | EK      |
| Ministro dell'Imprenditoria e delle Tecnologie dell'Informazione |          | Urve Palo          | PSD     |
| Ministro degli Affari Sociali                                    |          | Kaia Iva           | IRL     |
| Ministro della Salute e del Lavoro                               |          | Jevgeni Ossinovski | PSD     |
| Ministro dell'Educazione e della Ricerca                         |          | Mailis Reps        | EK      |
| Ministro della Cultura                                           |          | Indrek Saar        | PSD     |
| Ministro dell'Ambiente                                           |          | Marko Pomerants    | IRL     |
| Ministro degli Affari rurali                                     |          | Martin Repinski    | EK      |